# Dovre (Wisconsin)
Dovre è un comune degli Stati Uniti, situato in Wisconsin, nella Contea di Barron.